# Wapen van Utrecht (stad)

Het wapen van de gemeente Utrecht.

Het wapen van Utrecht is op 10 juni 1818 opnieuw bevestigd, wat betekent dat het wapen erkend in gebruik is, door de Hoge Raad van Adel. Het wapen komt vanaf 1529 voor op verschillende zegels. Echter, deze wapens zijn altijd zonder de vijfbladige kroon. Deze kroon staat sinds 1818 op het wapen.

## Geschiedenis
De geschiedenis van het wapen van Utrecht gaat terug naar de middeleeuwen toen de stad stadsrechten kreeg (1122). Kort daarop is de stad omwald/ommuurd. Op de banier van de stad en het oudst bekende stadszegel verschijnen vervolgens elementen die gerelateerd zijn aan de stadsverdediging. Het oudste stadszegel (circa 1200) bevat een symbolische weergave van de verdedigingswerken met onder meer de stadsmuur en ommuurde burcht Trecht. Voor de verdediging heeft de stad verder de schutterij die onderverdeeld is in twee afdelingen met ieder een eigen driehoekig wimpel. De ene afdeling voert een rode wimpel en de andere een witte. De combinatie van beide wimpels maakt een vierkant dat verdeeld is in twee andersgekleurde vlakken. De schutspatroon van de stad, Sint Maarten, wordt vanouds ook afgebeeld in de tweekleurige stadsvlag. Zijn uitbeelding in de vlag bestaat uit het tafereel waarin hij te paard zijn rode mantel doormidden snijdt om de helft aan een bedelaar te geven. Het tafereel wordt weleens opgevoerd als de verklaring voor het wapen van Utrecht, maar vermoed wordt dat het op legende berust.
Hoe dan ook komt Sint-Maarten prominent op latere stadszegels te staan. In 1529 ontstaat er discussie over de heilige in het stadswapen, hij verdwijnt van de stadszegels en de vaandels. In 1537 geeft Karel V opdracht om de heilige uit het stadswapen te verwijderen. Vervolgens werd een wapen met tweekleurig veld gevoerd. Dit stadswapen blijft tot aan de Franse tijd in gebruik, echter in 1798 geeft Frankrijk het bevel om alle wapens te verwijderen, opdat er geen herinneringen aan het feodale tijdperk blijven bestaan. Na het vertrek van de Fransen uit het Koninkrijk der Nederlanden roept de nieuwe regering alle steden op om hun stadswapens aan de Hoge Raad van Adel voor te leggen. Utrecht legt het wapen voor op 17 april 1815. Ruim drie jaar later, op 18 juni 1818 wordt de stad Utrecht met het wapen bevestigd.

## Blazoenering
De beschrijving van het wapen luidt als volgt: "Doorsneden van rood en zilver van den regter boven naar den linker benedenhoek. Het schild gedekt met een gouden kroon en ter wederzijde vastgehouden door een gouden klimmende leeuw."
Hierbij wordt niet gemeld dat de kroon vijf bladeren met daartussen vier parels heeft en de leeuwen zijn getongd van keel. Keel staat in de heraldiek voor rood en beschrijvingen over recht of links zijn altijd alsof men achter het wapen staat. Het heraldisch rechts is voor de kijker dus links.

## Afbeeldingen

Afbeeldingen
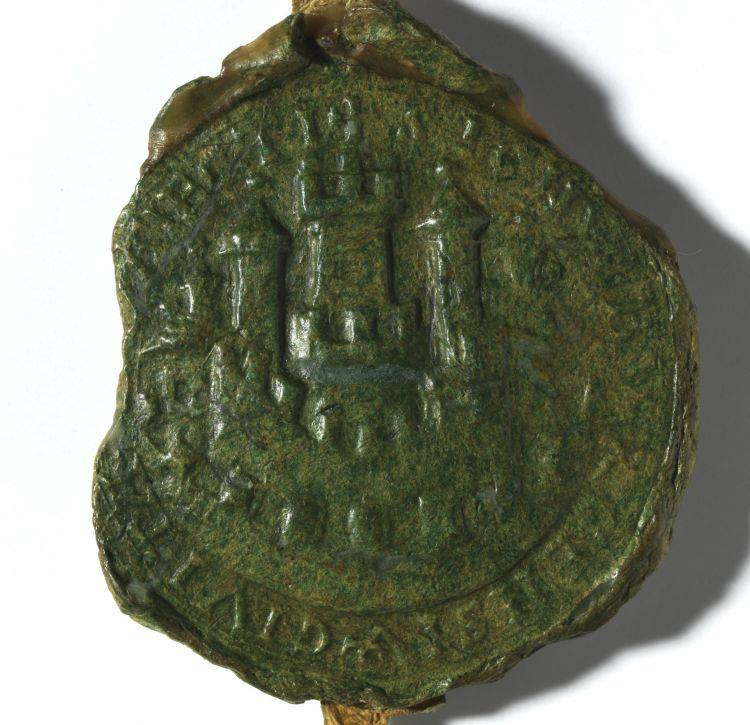
Oudste zegel van de stad Utrecht (circa 1200) met een symbolische weergave van de stadsverdediging (Bron foto: Het Utrechts Archief.)
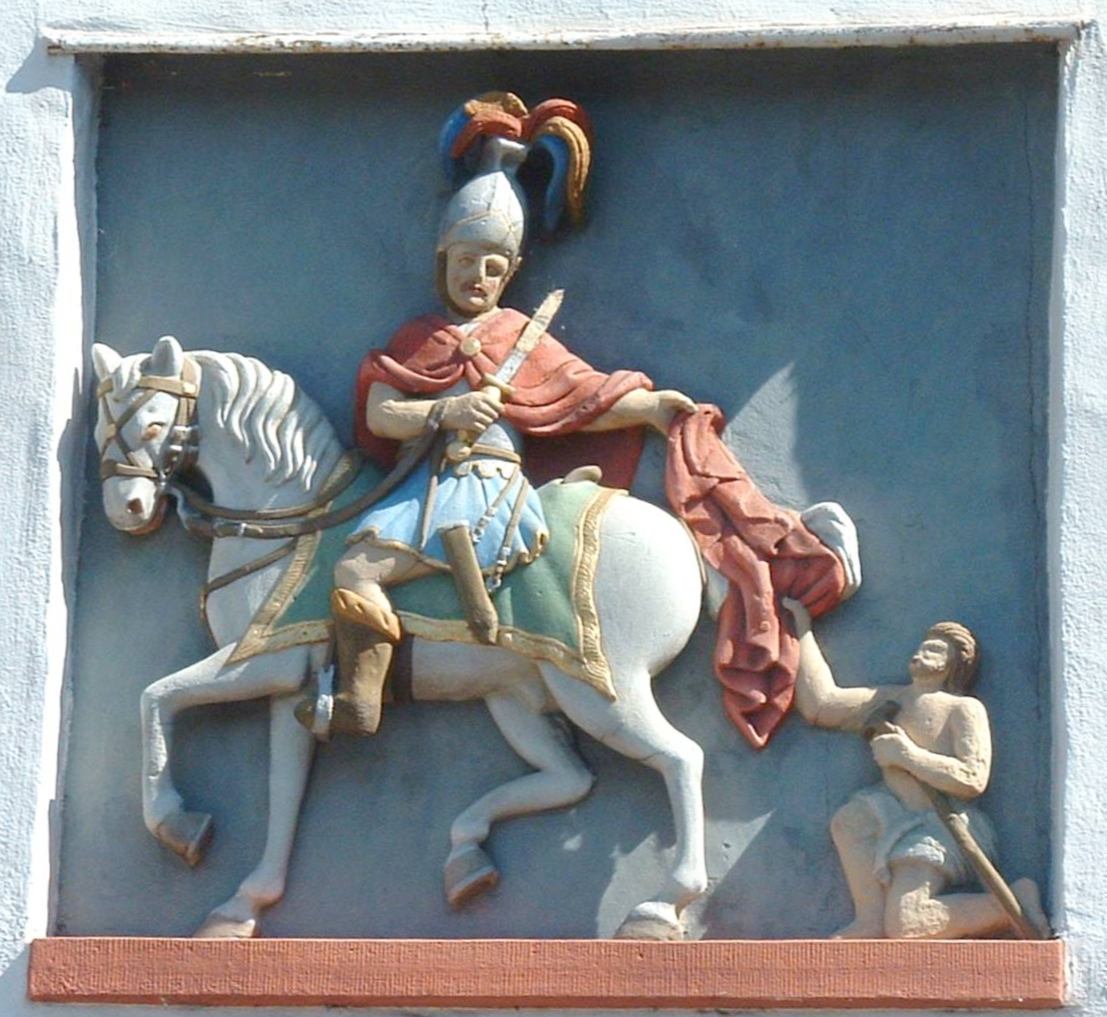
Sint Maarten die zijn mantel deelt
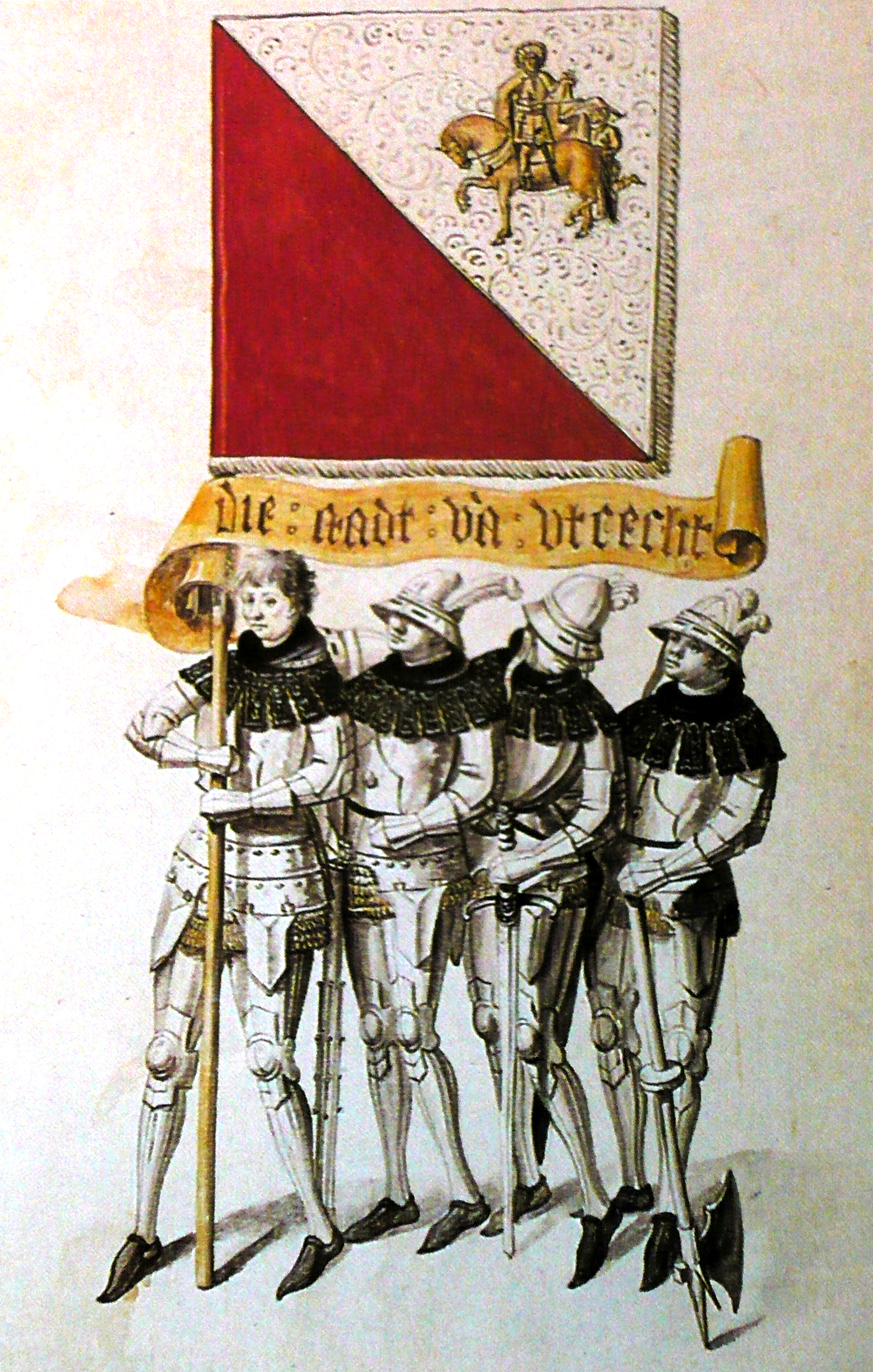
Enkele schutters met de banier van de stad